# 肯琴縣

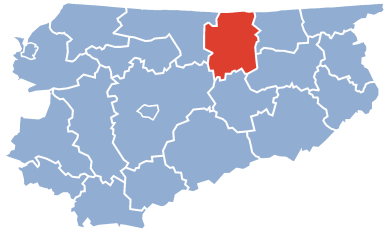

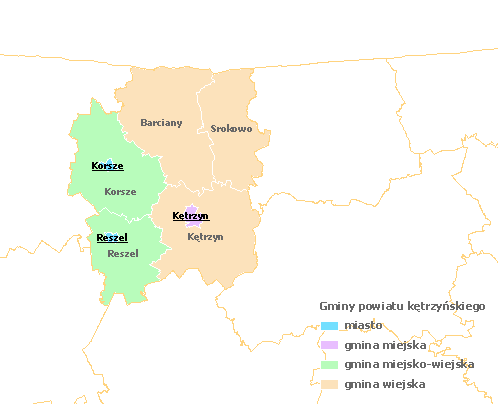

54°5′N 21°23′E / 54.083°N 21.383°E
肯琴縣（波蘭語：Powiat kętrzyński），是波蘭的縣份，位於該國東北部，由瓦爾米亞-馬祖里省負責管轄，首府設於肯琴，面積1,213平方公里，2006年人口66,165，人口密度每平方公里55人。